# Lubośnia
Lubośnia – wieś w Polsce położona w województwie łódzkim, w powiecie bełchatowskim, w gminie Szczerców. Położona nad rzeką Widawką dopływem Warty. Miejscowość wchodzi w skład sołectwa Niwy. W okresie I Rzeczypospolitej osada królewska. W lustracji dóbr królewskich z 1789 Lubośnia wzmiankowana jest jako pustkowie położone w starostwie szczercowskim, w powiecie piotrkowskim, w województwie sieradzkim. W osadzie w tym czasie znajdował się budynek dworski kryty słomą oraz zabudowania gospodarcze. Dzierżawca Lubośni wpłacał do Skarbu Koronnego czynsz w wysokości 100 zł rocznie.
W latach 1975–1998 miejscowość administracyjnie należała do województwa piotrkowskiego.

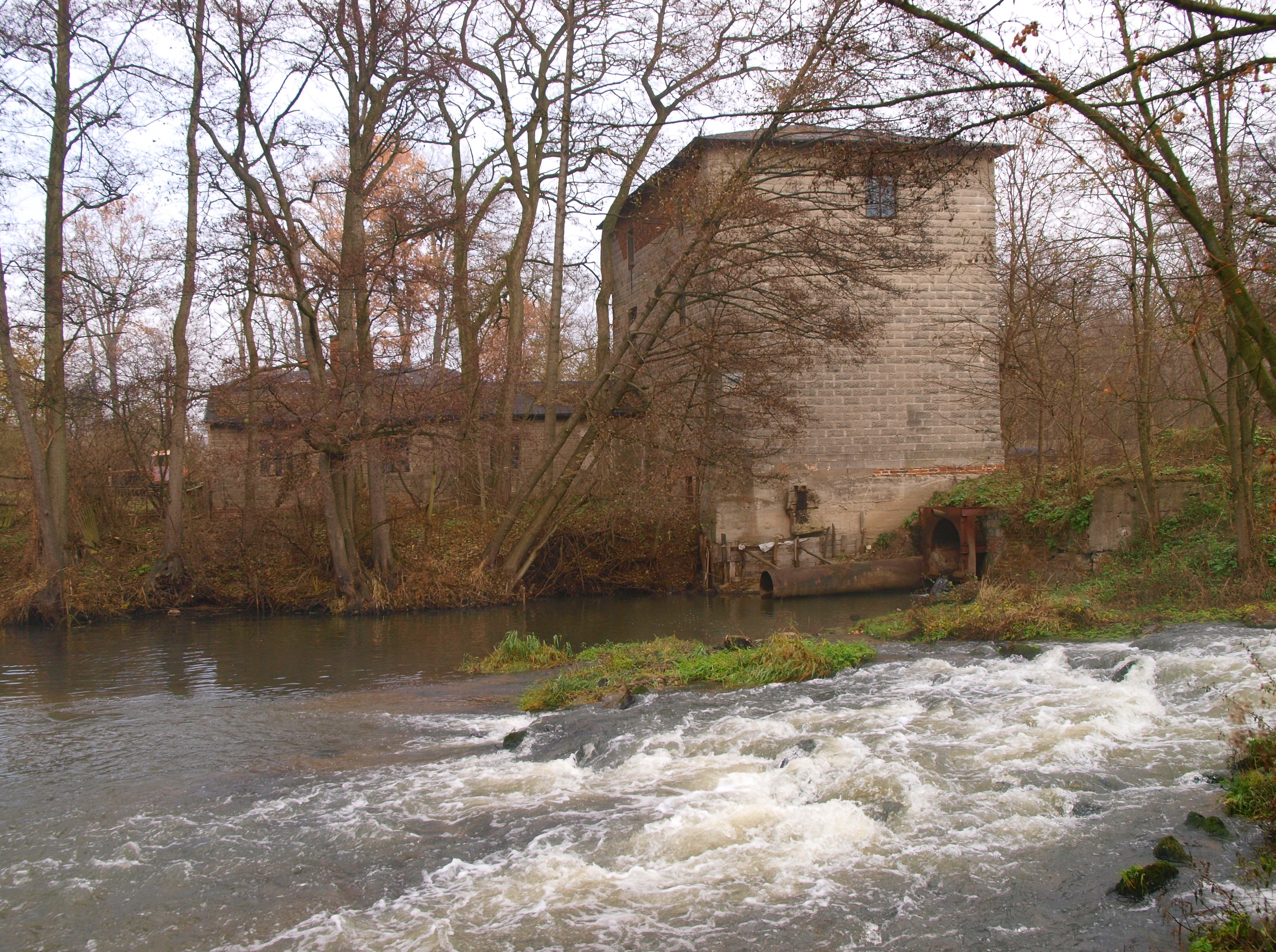
Młyn w Lubośni